# Кубок Гуаму з футболу
Кубок Гуаму з футболу (Кубок Футбольної асоціації Гуаму) — футбольний клубний турнір в Гуамі, який проводиться під егідою Асоціації футболу Гуаму. Змагання проводяться Футбольною асоціацією Гуаму з моменту її заснування у 2008 році.

## Формат
Розіграш кубка проводиться за кубковою системою. У кожному раунді переможець пари визначається за підсумками одного матчу, який проводиться на полі команди, що визначається жеребкуванням.

## Фінали
Команда-переможець виділена жирним.
- 2008 : Кволиті Дистриб'юторс 5-2  IT&E Крашерс
- 2009 : Кволиті Дистриб'юторс 3-1 (дч) Гуам Шип'ярд
- 2010 : Гуам Шип'ярд 4-3 Кволиті Дистриб'юторс
- 2011 : Кволиті Дистриб'юторс 2-1 Карс Плас
- 2012 : Гуам Шип'ярд 4-3 (дч) Кволиті Дистриб'юторс
- 2013 : Кволиті Дистриб'юторс 2-1 Еспада
- 2014 : Роверс 4-3 Еспада
- 2015 : Гуам Шип'ярд 1-1 (дч пен. 5-3) Пеінтко Страйкерс
- 2016 : Роверс 2-1 Гуам Шип'ярд
- 2017 : Гуам Шип'ярд 4-1 Роверс
- 2018: Банк оф Гуам Страйкерс 5-1 Роверс
- 2019 : Банк оф Гуам Страйкерс 5-1 Роверс

## Титули за клубами
| # | Клуб                   | Перемоги |
| - | ---------------------- | -------- |
| 1 | Кволиті Дистриб'юторс  | 4        |
| = | Гуам Шип'ярд           | 4        |
| 3 | Банк оф Гуам Страйкерс | 2        |
| = | Роверс                 | 2        |